# Unione Sportiva Vibonese Calcio 2020-2021
Questa voce raccoglie le informazioni riguardanti l'Unione Sportiva Vibonese Calcio nelle competizioni ufficiali della stagione 2020-2021.

## Stagione
La stagione 2020-2021 è per la Vibonese la 4ª partecipazione alla terza serie del Campionato italiano di calcio.
Il 17 agosto 2020 la società annuncia l'ingaggio di Angelo Galfano come nuovo allenatore, mentre il giorno successivo la squadra si è radunata per le visite mediche di rito, tra cui il tampone previsto per il COVID-19.

## Organigramma societario
Area direttiva
- Presidente: Giuseppe Caffo
- Direttore sportivo: Luigi Condó

Area sanitaria
- Responsabile: Francesco Bilotta
- Medici sociali: Pasquale Sottilotta
- Massaggiatori: Carlo Sposato
- Massofisioterapista: Bruno Tamburro

Area organizzativa
- Segretario generale: Saverio Mancini

Area comunicazione
- Responsabile: Alessio Bombato
- Webmaster: Umberto Franza

Area marketing
- Direttore marketing: Daniele Cipollina

Area tecnica
- Allenatore: Angelo Galfano
- Allenatore in seconda: Marco Colle
- Preparatore/i atletico/i: Giovanni Saffioti, Antonino Gullo
- Preparatore dei portieri: Salvatore Periti

## Divise e sponsor
I sponsor principali della squadra sono la Distilleria Caffo e il Vecchio Amaro del Capo.
Lo sponsor tecnico è  Ready Sport (archiviato dall'url originale il 3 agosto 2020)..
| Casa | Trasferta | Terza divisa |  |

## Calciomercato

### Sessione estiva
| Acquisti | Acquisti              | Acquisti       | Acquisti   |
| R.       | Nome                  | da             | Modalità   |
| -------- | --------------------- | -------------- | ---------- |
| P        | Leonardo Marson       | Cesena         | definitivo |
| D        | Alessio Rasi          | AlbinoLeffe    | definitivo |
| D        | Matteo Bachini        | Sicula Leonzio | definitivo |
| D        | Giacomo Sciacca       | Alessandria    | definitivo |
| D        | Ruben Falla           | Real Siracusa  | definitivo |
| C        | Marco Spina           | SPAL           | definitivo |
| C        | Mohamed Laaribi       | AZ Picerno     | definitivo |
| C        | Leandro Vitiello      | Pistoiese      | definitivo |
| C        | Giuseppe Statella     | Catanzaro      | definitivo |
| A        | Giacomo Parigi        | Olbia          | definitivo |
| A        | Vincenzo Plescia      | Renate         | prestito   |
| A        | Gaetano Mancino       | Benevento      | definitivo |
| A        | Alberto Leone         | Real Siracusa  | definitivo |
| A        | Marco Montagno Grillo | Real Siracusa  | definitivo |

| Cessioni | Cessioni             | Cessioni | Cessioni              |
| R.       | Nome                 | a        | Modalità              |
| -------- | -------------------- | -------- | --------------------- |
| C        | Edoardo Rezzi        |          | rescissione contratto |
| A        | Gabriele Bernardotto | Avellino | definitivo            |
| A        | Michele Emmausso     | Catania  | definitivo            |
| A        | Francesco Napolitano |          | rescissione contratto |

## Statistiche

### Statistiche di squadra
Statistiche aggiornate al 25 ottobre 2020
| Competizione | Punti | In casa | In casa | In casa | In casa | In casa | In casa | In trasferta | In trasferta | In trasferta | In trasferta | In trasferta | In trasferta | Totale | Totale | Totale | Totale | Totale | Totale | DR |
| Competizione | Punti | G       | V       | N       | P       | Gf      | Gs      | G            | V            | N            | P            | Gf           | Gs           | G      | V      | N      | P      | Gf     | Gs     | DR |
| ------------ | ----- | ------- | ------- | ------- | ------- | ------- | ------- | ------------ | ------------ | ------------ | ------------ | ------------ | ------------ | ------ | ------ | ------ | ------ | ------ | ------ | -- |
| Serie C      | 9     | 3       | 1       | 1       | 1       | 5       | 3       | 3            | 1            | 2            | 0            | 5            | 4            | 6      | 2      | 3      | 1      | 10     | 7      | +3 |
| Totale       | 9     | 3       | 1       | 1       | 1       | 5       | 3       | 3            | 1            | 2            | 0            | 5            | 4            | 6      | 2      | 3      | 1      | 10     | 7      | +3 |

### Andamento in campionato
| Giornata  | 1 | 2  | 3 | 4 | 5 | 6 | 7 | 8 | 9 | 10 | 11 | 12 | 13 | 14 | 15 | 16 | 17 | 18 | 19 | 20 | 21 | 22 | 23 | 24 | 25 | 26 | 27 | 28 | 29 | 30 | 31 | 32 | 33 | 34 | 35 | 36 | 37 | 38 |
| --------- | - | -- | - | - | - | - | - | - | - | -- | -- | -- | -- | -- | -- | -- | -- | -- | -- | -- | -- | -- | -- | -- | -- | -- | -- | -- | -- | -- | -- | -- | -- | -- | -- | -- | -- | -- |
| Luogo     | T | C  | T | C | C | - | T |   |   |    |    |    |    |    |    |    |    |    |    |    |    |    |    |    |    |    |    |    |    |    |    |    |    |    |    |    |    |    |
| Risultato | V | P  | N | N | V | - | N |   |   |    |    |    |    |    |    |    |    |    |    |    |    |    |    |    |    |    |    |    |    |    |    |    |    |    |    |    |    |    |
| Posizione | 7 | 11 | 7 | 8 | 5 | 8 | 7 |   |   |    |    |    |    |    |    |    |    |    |    |    |    |    |    |    |    |    |    |    |    |    |    |    |    |    |    |    |    |    |

Fonte:  Serie C 2020/2021, su google.com.
Legenda:

Luogo: C = Casa; T = Trasferta. Risultato: V = Vittoria; N = Pareggio; P = Sconfitta.

### Statistiche dei giocatori
| Giocatore     | Serie C  | Serie C | Serie C     | Serie C    |
| Giocatore     | Presenze | Reti    | Ammonizioni | Espulsioni |
| ------------- | -------- | ------- | ----------- | ---------- |
| D. Ambro      | 3        | 0       | 0           | 0          |
| M. Bachini    | 6        | 0       | 0           | 0          |
| F. Berardi    | 4        | 1       | 2           | 0          |
| P. Ciotti     | 4        | 0       | 1           | 0          |
| F. Curtosi    | 0        | 0       | 0           | 0          |
| M. Di Santo   | 0        | 0       | 0           | 0          |
| R. Falla      | 1        | 0       | 0           | 0          |
| D. La Ragione | 1        | 0       | 0           | 0          |
| M. Laaribi    | 6        | 1       | 1           | 0          |
| A. Leone      | 0        | 0       | 0           | 0          |
| A. Mahrous    | 6        | 0       | 0           | 0          |
| G. Mancino    | 0        | 0       | 0           | 0          |
| L. Marson     | 1        | 0       | 0           | 0          |
| G. Mattei     | 1        | 1       | 1           | 0          |
| R. Mengoni    | 6        | -7      | 1           | 0          |
| M. Montagno   | 4        | 0       | 0           | 0          |
| G. Parigi     | 6        | 1       | 0           | 0          |
| V. Plescia    | 5        | 2       | 2           | 0          |
| A. Prezzabile | 2        | 0       | 0           | 0          |
| M. Pugliese   | 6        | 1       | 1           | 0          |
| A. Rasi       | 1        | 0       | 1           | 0          |
| A. Redolfi    | 6        | 0       | 2           | 0          |
| B. Riga       | 0        | 0       | 0           | 0          |
| G. Sciacca    | 2        | 0       | 0           | 0          |
| M. Spina      | 5        | 1       | 0           | 0          |
| G. Statella   | 3        | 2       | 1           | 1          |
| L. Vitiello   | 4        | 0       | 1           | 0          |
| G. Tumbarello | 6        | 0       | 1           | 0          |

## Giovanili

### Organigramma
Area direttiva
- Responsabile: Carlo Lico
- Segretario settore giovanile: Domenico Varriale

Under 15
- Allenatore: Raffaele Pellicanò
- Preparatore dei portieri: Giuseppe Messina
- Preparatore atletico: Javier Danilo Ambrosio

Berretti
- Allenatore: Sergio Campolo
- Collaboratore tecnico: Francesco La Malfa
- Preparatore dei portieri: Giuseppe Graci
- Preparatore atletico: Fortunato Riso

Under 17
- Allenatore: Giovanbattista Cordiano
- Collaboratore tecnico: Giuseppe Fanelli, Tony Fragalà
- Preparatore dei portieri: Giuseppe Messina
- Preparatore atletico: Fortunato Riso